# Dwight Pezzarossi
Dwight Anthony Pezzarossi García (Ciudad de Guatemala, Guatemala, 4 de septiembre de 1979) es un exfutbolista guatemalteco de ascendencia italiana. Jugó como delantero centro y su último club fue C.S.D. Comunicaciones de Guatemala.
Se desempeñó como Ministro de Cultura y Deportes de Guatemala del 18 de septiembre de 2014 al 18 de septiembre de 2015.

## Clubes
| Club                  | País       | Año         |
| --------------------- | ---------- | ----------- |
| Deportivo Escuintla   | Guatemala  | 1994 - 1995 |
| Comunicaciones        | Guatemala  | 1995 - 1999 |
| Argentinos Juniors    | Argentina  | 1999 - 2000 |
| Palestino             | Chile      | 2000 - 2001 |
| Santiago Wanderers    | Chile      | 2001 - 2002 |
| Racing Club de Ferrol | España     | 2002 - 2003 |
| Comunicaciones        | Guatemala  | 2003        |
| Bolton Wanderers      | Inglaterra | 2004        |
| Comunicaciones        | Guatemala  | 2004 - 2005 |
| Racing Club de Ferrol | España     | 2005 - 2006 |
| CD Numancia           | España     | 2006 - 2007 |
| Marquense             | Guatemala  | 2007 - 2008 |
| Comunicaciones        | Guatemala  | 2008 - 2011 |
| Deportes La Serena    | Chile      | 2011 - 2012 |
| Comunicaciones        | Guatemala  | 2012 - 2013 |

Problemas Legales
El 3 de junio de 2016 fue capturado debido a su vinculación en un caso de cooptación del estado, a través de una mafia dirigida por el expresidente de Guatemala Otto Pérez Molina y la entonces vicepresidenta Roxana Baldetti, Dwight Pezzarossi fue ligado a proceso por presuntamente estar operando una red de desfalco de fondos públicos desde su posición como ministro de Cultura y Deportes.